# Conselheiro Pena
Conselheiro Pena is een gemeente in de Braziliaanse deelstaat Minas Gerais. De gemeente telt 22.539 habitantes inwoners (schatting 2009).

## Aangrenzende gemeenten
De gemeente grenst aan Alvarenga, Central de Minas, Cuparaque, Galiléia, Goiabeira, Itanhomi, Pocrane, Resplendor, Santa Rita do Itueto, São Geraldo do Baixio, Tarumirim, Tumiritinga en Mantenópolis (ES).

## Geboren in Conselheiro Pena
- João Batista de Sales, "Fio Maravilha" (1945), voetballer
- Oleúde José Ribeiro, "Capitão" (1966), voetballer